# Mont-Saint-Père
 Mont-Saint-Père  là một xã ở tỉnh Aisne, vùng Hauts-de-France thuộc miền bắc nước Pháp.